# Die Hütte – Ein Wochenende mit Gott
Die Hütte – Ein Wochenende mit Gott (Originaltitel: The Shack) ist ein US-amerikanisches, christliches Filmdrama von Stuart Hazeldine, das am 3. März 2017 in die US-amerikanischen und am 6. April 2017 in die deutschen Kinos kam. Es ist die Verfilmung des Romans Die Hütte von William P. Young. Die Dreharbeiten begannen am 8. Juni 2015 in Vancouver.

## Handlung
Mackenzie „Mack“ Phillips, die Hauptfigur, wurde als Kind von seinem betrunkenen Vater, der auch seine Mutter missbrauchte, körperlich und emotional misshandelt. Eines Tages erzählt Mack dem Prediger in seiner Kirche von seinem Missbrauch. Als Strafe schlägt ihn sein Vater hart, was dazu führt, dass Macks Mutter beschließt, sie zu verlassen. In seiner Not vergiftet Mack seinen Vater mit Strychnin im Whisky. Als Erwachsener hat er ein erfülltes Leben mit seiner Frau Nan und ihren drei Kindern: Kate, Josh und Missy. Macks Leben ist jedoch erschüttert, als ihr jüngstes Kind Missy während eines Campingausfluges verschwindet, während er Kate und Josh bei einem Kanuunfall rettet. Die Polizei stellt fest, dass Missy das Opfer eines Serienmörders ist, nachdem sie ihr zerrissenes Kleid und Blut in einer leeren Hütte finden. Kate macht sich für Missys Tod verantwortlich, weil sie den Kanuunfall in erster Linie rücksichtslos verursacht hat.
Die Tragödie entgleist Macks Glauben und Leben bis zum Beginn des Winters, als er eine ungestempelte, maschinengeschriebene Notiz in seinem Briefkasten erhält. Der umliegende Schnee ist frei von belastenden Spuren. Die Nachricht ist mit „Papa“ (Nans Spitzname für Gott) signiert und lädt ihn ein, sich in der Hütte zu treffen. Mack glaubt, dass dies möglicherweise eine Gelegenheit ist, den Serienmörder zu treffen, zu fangen oder zu töten. Er fährt selbst dorthin und findet die zerstörte Hütte kalt und verlassen und leer. Er ist von Frustration, Wut und einem fast unwiderstehlichen Impuls überwältigt, seine Pistole auf sich selbst zu richten. Aber plötzlich trifft er auf ein mysteriöses Trio von Fremden, die ihn einladen, in ihrem gut eingerichteten, gemütlichen kleinen Haus zu wohnen, das sich direkt am Weg und seltsamerweise inmitten einer wunderschönen, sonnenscheinenden Sommerwildnis befindet.
Das Trio der Fremden offenbart allmählich seine Identität: Eine afroamerikanische Frau ist Gott, ein Mann aus dem Nahen Osten ist Jesus und eine asiatische Frau ist der Heilige Geist. Der Zweck ihrer Einladung ist es, ihm zunächst zu helfen, sein Leben aus einem viel breiteren Kontext oder einer höheren Perspektive besser zu verstehen. Diese Erkenntnis befreit ihn von der Neigung, sich selbst und alle anderen, die seinen Weg kreuzen, zu beurteilen. Von diesem neuen Ausgangspunkt aus kann er dann seinen langen, langsamen Weg zur Heilung für sich und seine Familie und zur Vergebung für sich selbst sowie für diejenigen fortsetzen, die ihm und seinen Angehörigen schweren Schaden zugefügt haben. Er hilft Jesus, eine schöne Holzkiste zu bauen, den Heiligen Geist, um einen Platz in ihrem Garten für eine Bepflanzung vorzubereiten, und dann führt ihn Papa – in Form eines älteren indianischen Mannes – zu der Höhle, in der sich Missys physischer Körper befindet.
Zusammen bereiten sie ihren Körper auf die Beerdigung vor, legen sie in die Kiste und legen sie im Garten zur Ruhe. Er kann Missy im Himmel kurz sehen, kann aber nicht mit ihr zusammen sein. Jesus tritt durch die Grenze, die sie trennt, um sie zu besuchen. Mack besucht auch eine andere Höhle, in der Sophia mit Gottes Weisheit in Form einer Frau mit ihm spricht. Schließlich begegnen das Trio und Mack dem Geist von Macks Vater, der sich für seine Misshandlung bei Mack entschuldigt. Mack vergibt ihm widerstrebend. Endlich in der Lage, seinen Kummer zu überwinden und seinen Glauben wiederherzustellen, verlässt er das Trio und kehrt zu seiner Familie zurück.

## Rezensionen
„Dieser in Hochglanz inszenierte Tand ist schon schwer zu ertragen, hinzu kommt die immer gleiche Leidensmiene von Hauptdarsteller Worthington. Da hilft auch die – wenig überraschende – Wendung am Ende nicht.“

„Schlussendlich ist „Die Hütte“ lediglich eine überlange, in kitschigen Bonbon-Bildern aufgenommene Predigt über das Gottesverständnis von Autor William Paul Young und Regisseur Stuart Hazeldine, sowie eine esoterische, mit christlichen Gedanken angereicherte Variante von „Alles wird schon irgendwie gut!“ und „Wir lieben uns doch alle!““

„Nach der über zweistündigen Laufzeit von Die Hütte fühlt es sich an, als hätte einem jemand mit einer New-Age-Interpretation der Bibel heftig auf den Hinterkopf geschlagen statt einfach daraus vorzulesen.“